# Roberto Pagnin
Roberto Pagnin (Vigonovo, Vèneto, 8 de juliol de 1962) és un ciclista italià, ja retirat, que fou professional entre 1985 i 1996.
El 1984, com a ciclista amateur, va prendre part als Jocs Olímpics d'Estiu de Los Angeles. Com a professional destaquen tres victòries d'etapa a la Volta a Espanya, dues el 1987 i una el 1989, i una al Giro d'Itàlia de 1992. També guanyà dues edicions del Giro del Vèneto, el 1989 i 1991.

## Palmarès
- 1984
  - 1r al Trofeu Piva
  - Vencedor d'una etapa del Giro de les Regions
  - 1r a la Coppa San Geo
- 1986
  - Vencedor d'una etapa de la Tirrena-Adriàtica
  - 1r al Giro de la Pulla i vencedor d'una etapa
- 1987
  - Vencedor de 2 etapes de la Volta a Espanya
  - 1r al Giro del Laci
- 1989
  - Vencedor d'una etapa de la Volta a Espanya
  - 1r al Giro del Vèneto
- 1990
  - Vencedor d'una etapa del Giro de la Província de Reggio de Calàbria
- 1991
  - 1r al Giro del Vèneto
  - Vencedor d'una etapa de la Volta a la Comunitat Valenciana
  - Vencedor d'una etapa de la Volta a Múrcia
  - 1r al Gran Premi d'Albacete
- 1993
  - Vencedor d'una etapa del Giro d'Itàlia
  - Vencedor d'una etapa de la Volta a Suïssa
- 1993
  - Vencedor d'una etapa de la Setmana Catalana
  - Vencedor d'una etapa de la Settimana Ciclistica Bergamasca
- 1994
  - Vencedor d'una etapa de la Tirrena-Adriàtica

### Resultats al Tour de França
- 1986. Abandona (12a etapa)

### Resultats a la Volta a Espanya
- 1987. Abandona (18a etapa) Vencedor de 2 etapes
- 1989. Abandona (21a etapa) Vencedor d'una etapa
- 1992. Abandona (18a etapa)
- 1993. Abandona (14a etapa)
- 1994. 117è de la classificació general

### Resultats al Giro d'Itàlia
- 1985. 79è de la classificació general
- 1986. 80è de la classificació general
- 1987. 41è de la classificació general
- 1988. 49è de la classificació general
- 1990. 69è de la classificació general
- 1991. No surt (17a etapa)
- 1992. Abandona (13a etapa) Vencedor d'una etapa
- 1993. Abandona (5a etapa)
- 1994. 97è de la classificació general
- 1995. 120è de la classificació general